# Oncocnemis canadicola
Oncocnemis canadicola là một loài bướm đêm trong họ Noctuidae.